# Ле-Шатле-сюр-Ретурн
Ле-Шатле́-сюр-Рету́рн (фр. Le Châtelet-sur-Retourne) — коммуна во Франции, находится в регионе Шампань — Арденны. Департамент коммуны — Арденны. Входит в состав кантона Жюнивиль. Округ коммуны — Ретель.
Код INSEE коммуны — 08111.
Коммуна расположена приблизительно в 155 км к северо-востоку от Парижа, в 55 км севернее Шалон-ан-Шампани, в 55 км к юго-западу от Шарлевиль-Мезьера.

## Население
Население коммуны на 2008 год составляло 576 человек.
| 1962 | 1968 | 1975 | 1982 | 1990 | 1999 | 2008 |
| ---- | ---- | ---- | ---- | ---- | ---- | ---- |
| 338  | 398  | 339  | 362  | 568  | 528  | 576  |

## Администрация
| Период | Период | Фамилия       | Партия | Должность |
| ------ | ------ | ------------- | ------ | --------- |
| 2001   | 2008   | Бернар Таийяр |        |           |
| 2008   |        | Даниель Лелу  |        |           |

## Экономика
В 2007 году среди 356 человек в трудоспособном возрасте (15—64 лет) 267 были экономически активными, 89 — неактивными (показатель активности — 75,0 %, в 1999 году было 66,7 %). Из 267 активных работали 249 человек (140 мужчин и 109 женщин), безработных было 18 (8 мужчин и 10 женщин). Среди 89 неактивных 38 человек были учениками или студентами, 20 — пенсионерами, 31 были неактивными по другим причинам.

## Награды
- Военный крест (1914—1918). Указ от 11 октября 1920 года.

## Фотогалерея

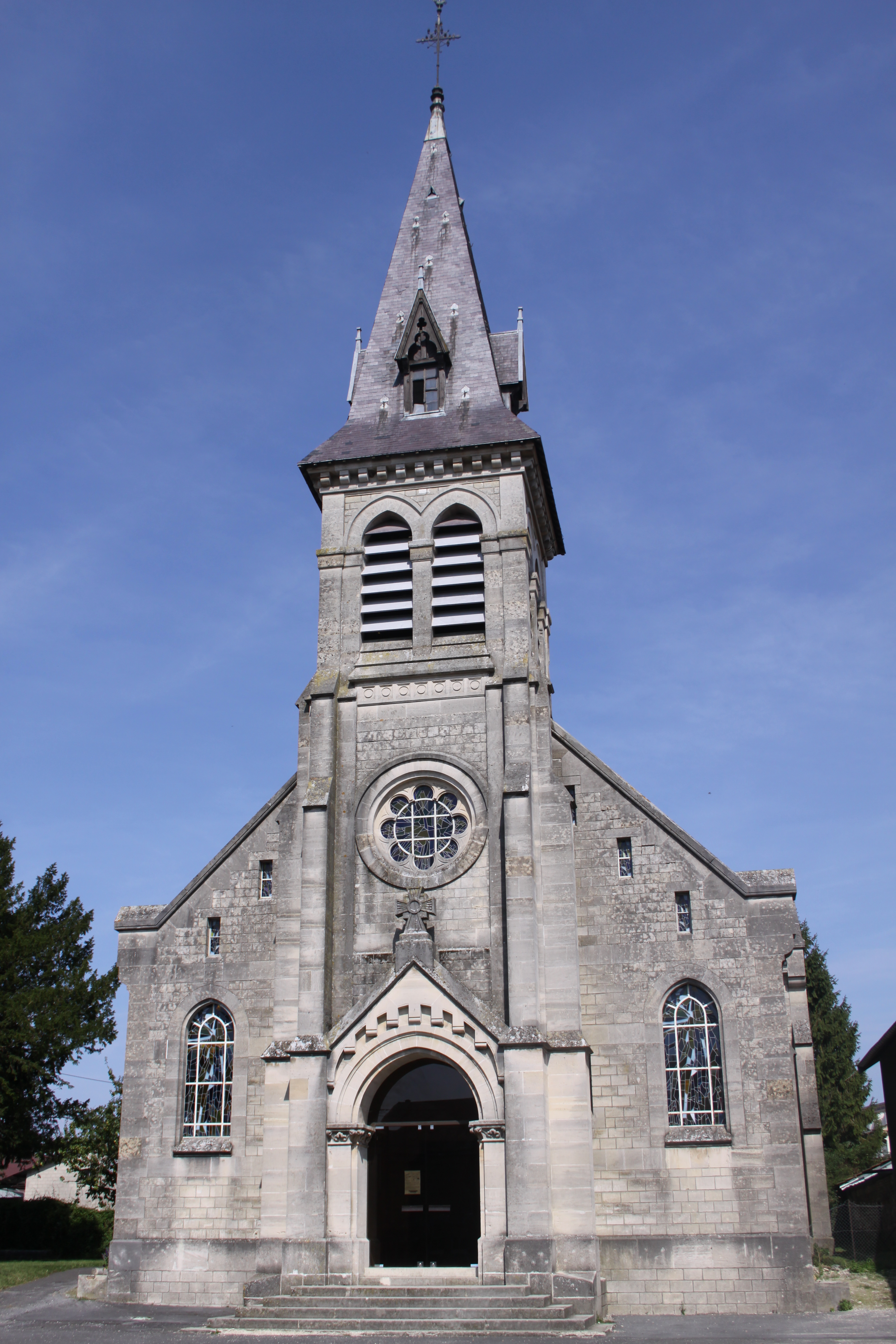
Церковь Св. Николая
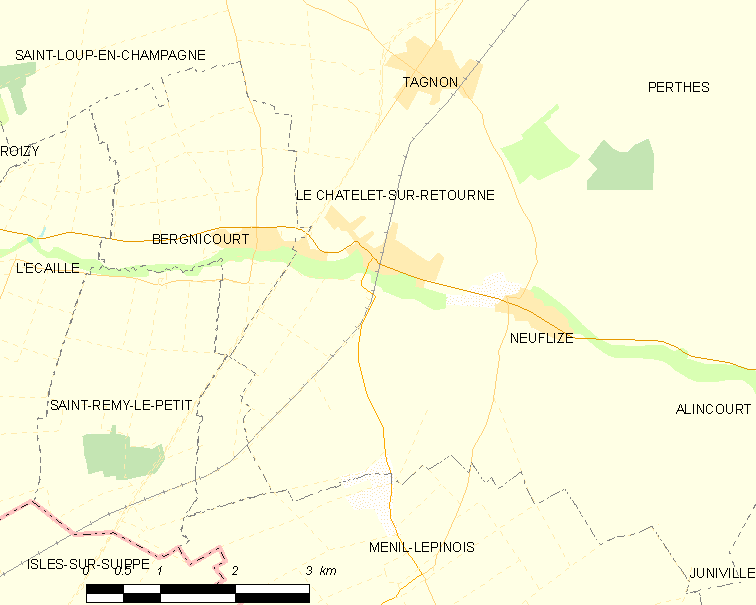
Карта коммуны